# Humedal Ojos de Mar
El humedal Ojos de Mar (también conocido popularmente como lagunas de Llolleo) es un humedal costero compuesto por tres lagunas de carácter permanente.Pertenece a la cuenca del Río Maipo y se ubica en la localidad de Llolleo, comuna de San Antonio, Región de Valparaíso, Chile. 
El humedal está conformado por dos lagunas mayores y una menor: la Laguna Norte, de 6,78 hectáreas, la Laguna Sur, de 6,40 ha, y la Lagunita de Llolleo, de 1,36 hectáreas. Este sistema de lagunas de agua dulce se mantiene por aportes de aguas subterráneas del estero El Sauce, aportes profundos del Río Maipo y pequeños aportes de agua salada en el área sur, además de los aportes pluviales invernales.
Estos cuerpos de agua son de formación reciente producto de obras iniciadas en 1939 para regularizar la desembocadura del río Maipo a causa de la construcción del molo sur del Puerto de San Antonio.
El 26 de abril de 2024 fue declarado como Humedal Urbano conforme a la Ley Nº 21.202, bajo el nombre Sistema de Lagunas de Llolleo "Ojos de Mar", con una superficie aproximada de 18,38 hectáreas.

## Historia

### Formación de Laguna de Llolleo u Ojos de Mar
El origen de esta laguna litoral se remonta a 1939, y su formación, junto con la acreción de la playa de Llolleo y la desviación del estero El Sauce, responde a importantes transformaciones morfológicas de la línea costera aledaña a la desembocadura del río Maipo, las cuales fueron inducidas antrópicamente en el contexto de la construcción del Puerto de San Antonio.
Al respecto, Pomar (1963) señala que durante los primeros decenios del siglo XX, la desembocadura del río Maipo se fue desplazando hacia el norte, producto de la acumulación de sedimento provocado por la construcción del molo sur del puerto. Dicho proceso de acumulación de sedimento terminó formando una barra de arena paralela a la línea de la costa, la cual en 1937 tenía casi un kilómetro de largo y en 1939, casi 2 kilómetros de largo. Como consecuencia, se produce el taponamiento de la desembocadura del estero El Sauce, el cual cambia el sentido de su recorrido hacia el sur, confluyendo así con el río Maipo.
Por lo anterior, en 1939 el Puerto de San Antonio inicia obras para regularizar la desembocadura del río Maipo, construyendo una escollera de piedras en su ribera norte. Esto provocó el aislamiento de un meandro del río Maipo, el cual dio origen a la formación definitiva de la laguna de Llolleo en 1948. 
Por otro lado, la Lagunita de Llolleo se formó a fines de la década del 80', consolidándose en el invierno de 1996 producto de sucesivas crecidas del estero El Sauce y también de la pluviosidad que provoca el desborde de la Laguna Sur hacia su área de emplazamiento.

### Cambios morfológicos de la Laguna de Llolleo
A partir de 1970 su superficie comenzó a reducir, junto con la desaparición de la población Juan Aspee. El humedal fue perdiendo sus características naturales y áreas de vegas aledañas, debido a que tras el terremoto de 1985 se rellenaron con escombros las riberas del sector este, perdiendo así: parte de la superficie, las características prístinas del lugar y las zonas de nidificación de aves acuáticas.
El sector se ha seguido degradando y contaminando al ser utilizado como vertedero y sitio de escombros. Pese a ello, la biodiversidad aún está presente en el humedal.

### Cambios antrópicos producidos en la laguna de Llolleo
El Ministerio de Bienes Nacionales en 1998, entrega a la Empresa Portuaria San Antonio (EPSA) 100 ha del territorio que yace alrededor de la laguna, llegando casi a la ribera norte de la desembocadura del Río Maipo; territorio considerado como humedal de gran importancia para la biodiversidad.

### Efectos producidos tras terremoto y tsunami de 2010
El sector de los Ojos de Mar de Llolleo fue el más afectado por el tsunami del 27 de febrero de 2010 dentro de la localidad. Las tres lagunas costeras fueron afectadas en diversa medida; fue arrasada la barra de arena en la desembocadura del Maipo, se reveló la presencia de residuos sólidos domiciliarios estratificados y residuos hospitalarios en un botadero de escombros y la desaparición de 150 cabañas de material ligero.

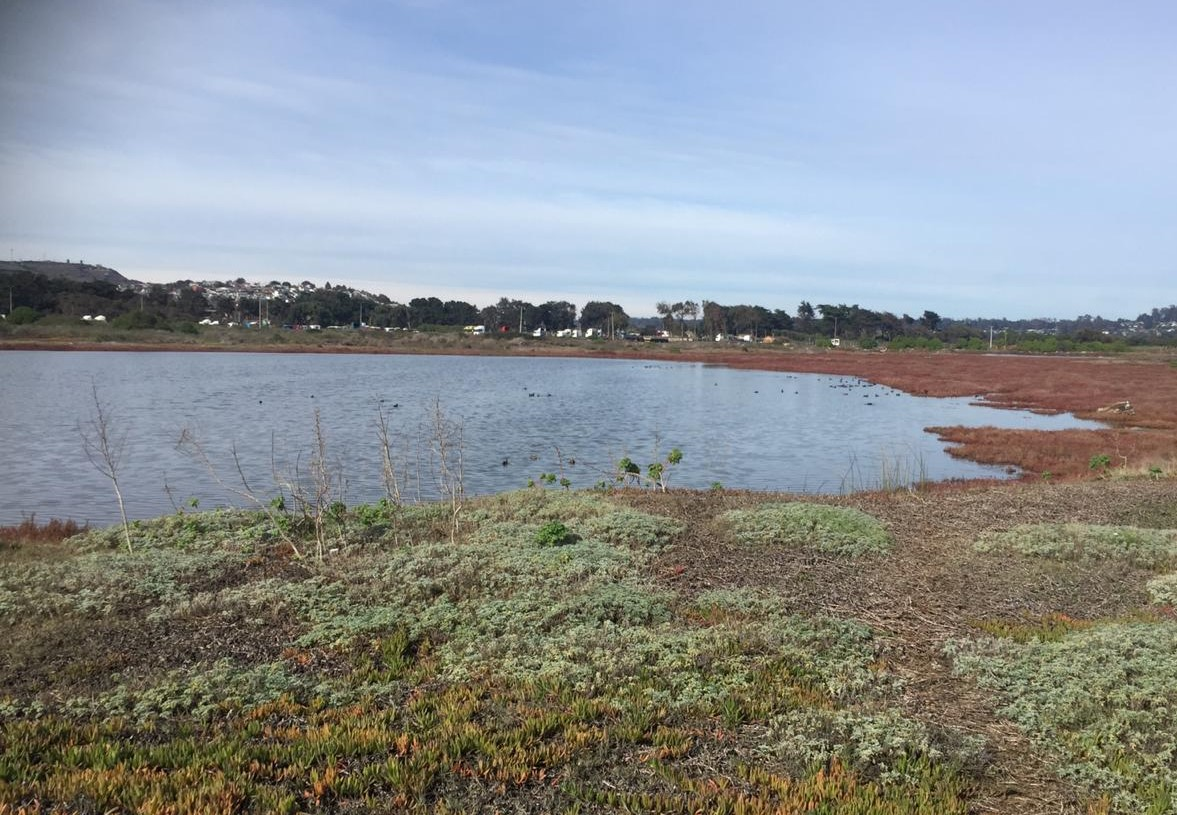
Cuerpo de agua del sector norte del Humedal Laguna Llolleo. Imagen tomada en Julio de 2020
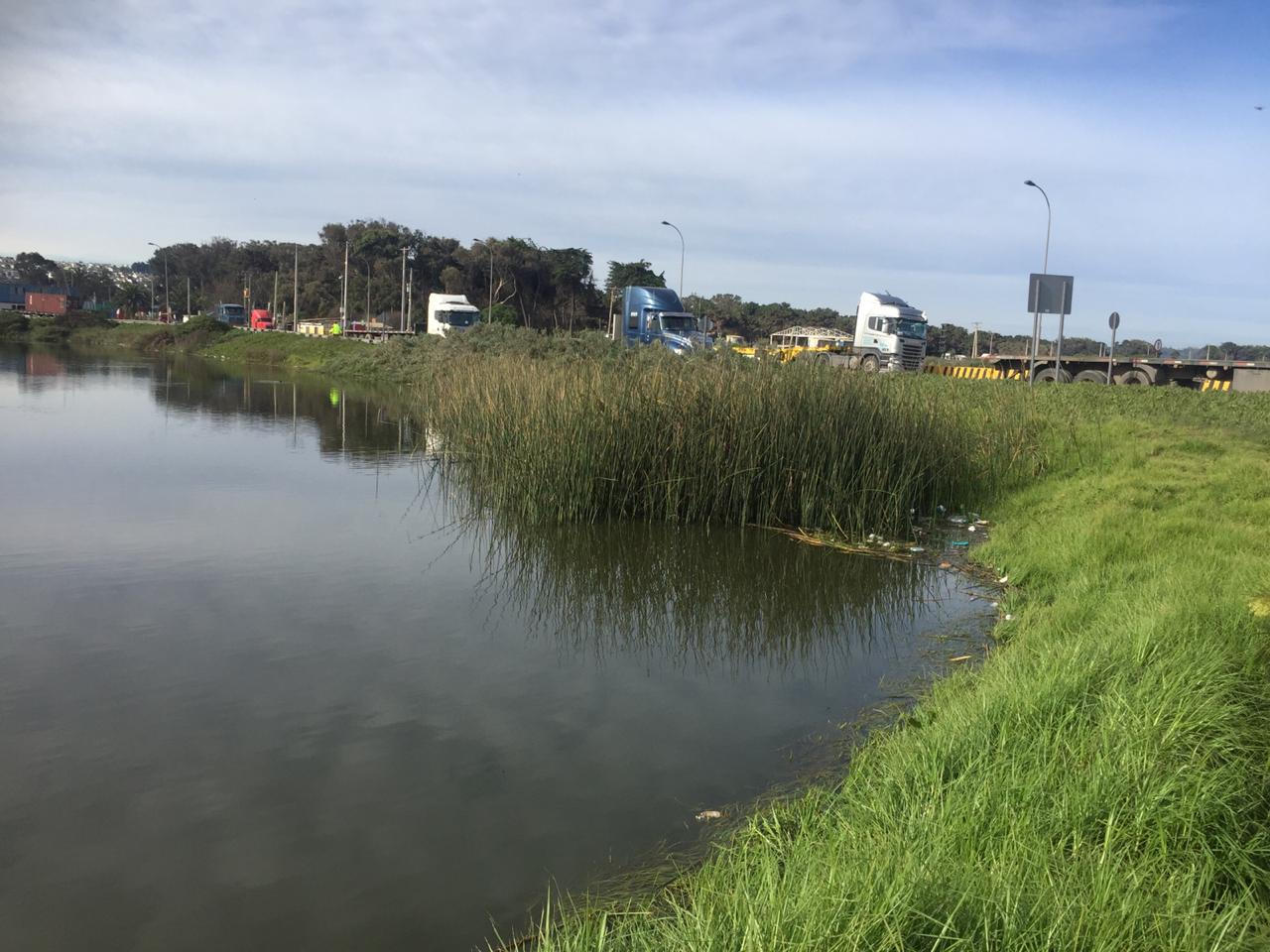
Cuerpo de agua del sector norte del Humedal Laguna Llolleo. Imagen tomada en Junio de 2020.
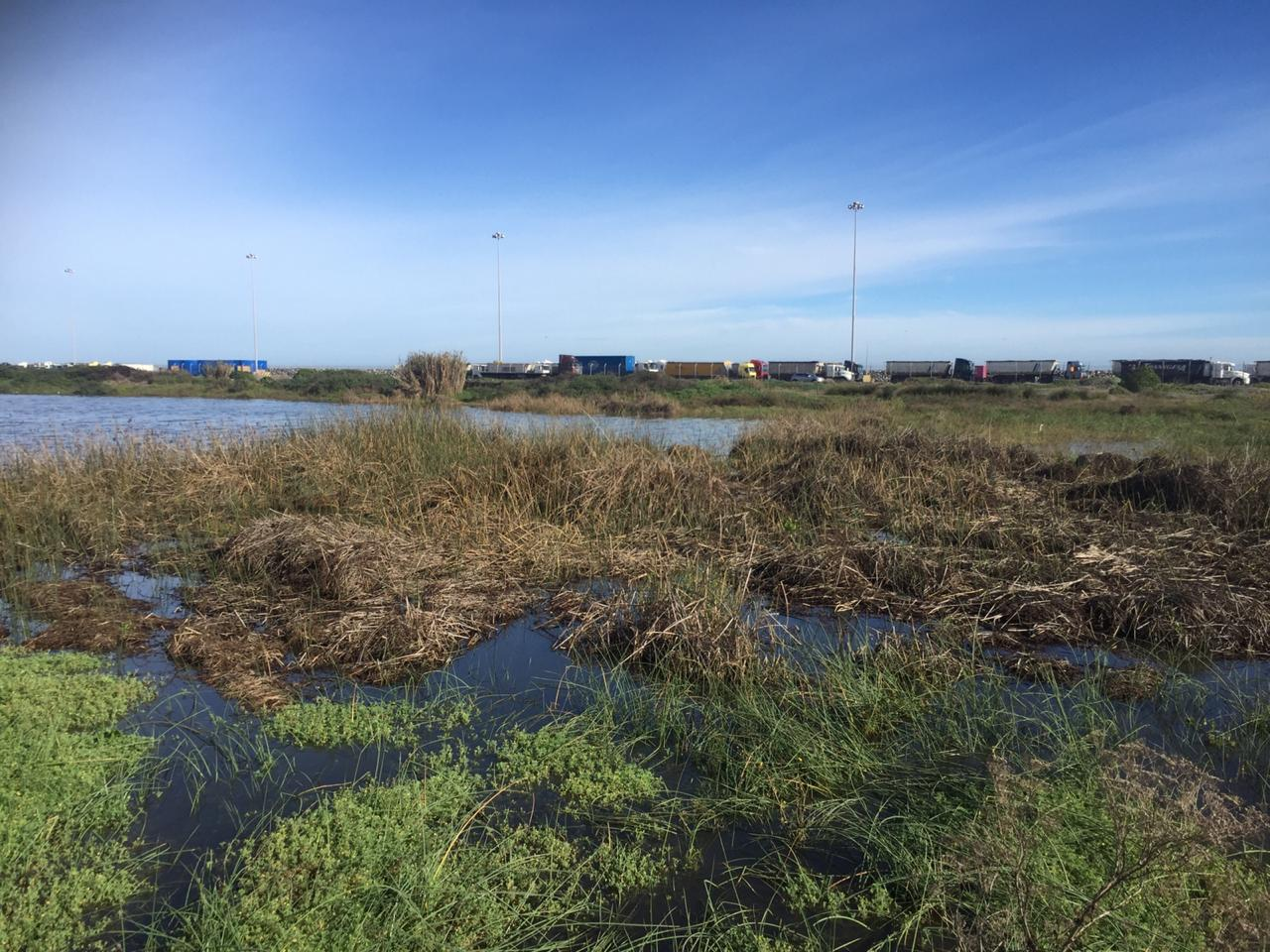
Humedal Laguna Llolleo, conocido popularmente como Ojos de Mar de Llolleo. Imagen tomada en Junio de 2020.
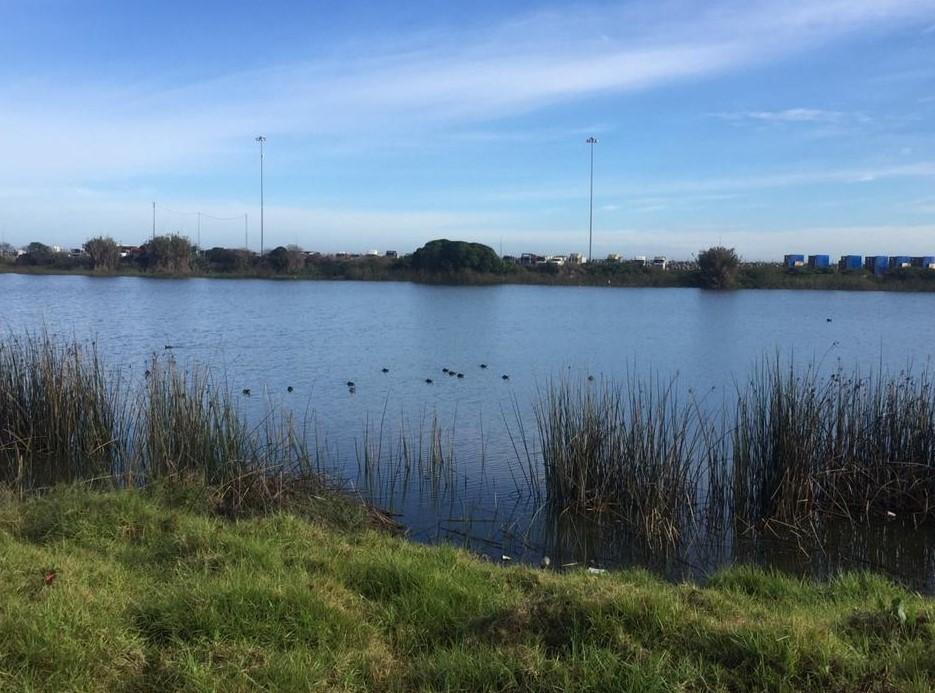
Humedal Laguna Llolleo, se identifican: algunos de los peces del cuerpo de agua y diversa flora que contiene el humedal. Imagen tomada en Julio de 2020.

## Arqueología
Uno de los primeros arqueólogos que estudiaron el sector de la Laguna Llolleo fue Aureliano Oyarzún Navarro, cuya investigación expone la gran actividad de pesca y cacería que tuvieron los nativos del lugar. Oyarzún menciona en una de sus obras el hallazgo de objetos e instrumentos nativos utilizados en aquel lugar, tal como una pesa de red para pesca, entre otros, que encontró en los conchales arqueológicos.
Los conchales arqueológicos —hoy ya inexistentes— han demostrado la gran actividad en labores de pesca y cacería en el sector, ya que en ellos se han encontrado numerosas puntas de flechas, dando cuenta que la actividad nativa estaba presente en el humedal. 
El registro de estos conchales arqueológicos es evidencia directa de que el humedal era muy rico en biodiversidad, siendo utilizado por los nativos para cazar y obtener diversos recursos para su existencia, tales como capturas de peces, caza de aves, anfibios, reptiles, entre otros.

## Biodiversidad
Según los Censos Neotropicales de Aves Acuáticas, realizados por la Unión de Ornitólogos de Chile, diversas especies de vertebrados se encuentran presentes en distintas épocas del año.
Se contabilizan 83 especies de vertebrados, clasificados en cinco especies de mamíferos (tres nativos), cinco especies de peces (dos nativos), tres especies de reptiles (una lagartija y dos culebras nativas), tres especies de anfibios (uno nativo) y 67 especies de aves (64 nativas). Siete de estas especies se encuentran en la categoría de Conservación Vulnerable (un ave, un mamífero, tres reptiles, dos anfibios y un pez).
La Laguna de Llolleo es un humedal que se constituye como refugio, sitio de nidificación, de alimentación y de descanso para varias especies de vertebrados que se localizan en el sector; también es aprovechado por numerosas especies de aves migratorias que utilizan el humedal. 
A la fecha se han avistado más de 120 especies distintas de aves en el Humedal Ojos de Mar, según los registros de la plataforma de ciencia ciudadana eBird, y un total de 431 especies considerando flora, fauna y funga según los registros de la plataforma de ciencia ciudadana iNaturalist.

### Flora

#### Vegetación Laguna Norte
Corresponde a vegetación siempreverde en algunos sectores de la ribera como totora (Scirpus californicus), caña común (Arundo donax) y junco (Juncus sp.). En el sector SW concentra presencia de doca (Carpobrotus aequilaterus) y de brea o chilquilla (Pluchea absinthioides), romaza (Rumex cuneifolius) y galega (Galega officinalis). Se encuentran también especies rastreras como la correvuela (Convolvulus arvensis). El resto de especies se constituye por pastos duros y gramíneas varias. En el sector aledaño al campamento hay arbustos como el mioporo (Myoporum laetum) y plantas ornamentales.

#### Vegetación Laguna Sur
La vegetación se ubica en la orilla W de la laguna. Está compuesta de especies herbáceas que forman un pequeño cordón. Entre ellas se encuentran especies: doca (Carpobrotus aequilaterus), hierba del chancho (Hypochaeris sp.), chépica - clonqui (Ambrosia chamissonis), yuyo (Brassica campestris), botón de oro (Cotula coronopifolia), manzanillón (Glebionis coronaria), además de pastos duros pastos duros y varias especies de malezas.

#### Vegetación Sector Pajonales
Según el estudio de la frecuencia en el sector, ubicado en el S de la laguna sur y W de la laguna menor. El pajonal de este humedal se encuentra representado mayoritariamente por las especies junco (Scirpus sp.) con FR = 70%, grama salada (Distichlis spicata) con FR = 70% Y doca (Carpobrotus aequilaterus) con FR = 50%. Además, se registraron en los cuadrantes especies como el vautro (Baccharis concava), chépica - clonqui (Ambrosia chamissonis), hierba de la perlilla (Margyricarpus pinnatus) y brea, chilquilla, soroma, peri (Pluchea absinthioides).

#### Vegetación Sector Dunas Interior
En este sector se registró una mayor abundancia de la especie: doca (Carpobrotus aequilaterus) FR = 90%, seguida de la grama salada (Distichlis spicata) FR = 60% y el clonqui (Ambrosia chamissonis) FR = 60%. En menor escala se encuentran el vautro (Baccharis concava), hierba de la perlilla (Margyricarpus pinnatus), junco (Scirpus sp.), brea, chilquilla, soroma, peri (Pluchea absinthioides), chocho (Lupinus arboreus), y el yuyo (Brassica campestris).

#### Vegetación Dunas
Si bien es abundante y predominante en el lugar, en la mayor parte del sector se encuentra altamente degradada —o simplemente desaparecida— por la intervención humana y los efectos de tsunamis. La mayor abundancia de especies la registra la chépica o clonqui (Ambrosia chamissonis) con un 100% de FR, seguida por la doca (Carpobrotus aequilaterus) FR de 70% y la grama salada (Distichlis spicata) FR de 60%. En los cuadrantes se registraron especies en menor abundancia: hierba de la perlilla (Margyricarpus pinnatus), junco (Scirpus sp., Aster squamatus) y el vautro (Baccharis concava).

### Fauna
En el área se encuentra el sapo africano (Xenopus laevis) un anfibio introducido. Los reptiles están representados por tres tipos de lagartijas (Liolaemus lemniscatus, Liolaemus chiliensis y Liolaemus nitidus) y dos tipos de culebras (Philodryas chamissonis y Tachymenis chilensis). Los micromamíferos son, en su mayoría, especies introducidas como la laucha (Mus musculus) y rata negra (Rattus rattus). Dentro de los macromamíferos destaca la presencia del roedor nativo coipo (Myocastor coypus). También hay presencia de especies migratorias como cisnes de cuello negro, garzas y patos silvestre. 
Actualmente este vasto territorio rico en fauna y vegetación silvestre —prácticamente— es el único humedal que tiene vida, pues los Humedales el Yali y el Peral presentan una severa sequía. En cambio, la Laguna de Llolleo en San Antonio, aunque experimenta una disminución en sus caudales, permanece viva, debido a que está ubicada frente y bajo el nivel del mar Esta particularidad le permite autoabastecerse de agua a través de napas submarinas. 
La gran variedad de vida natural del sistema ecológico que sustenta la Laguna de Llolleo debe ser preservada y protegida por la comunidad.

## Amenazas
1. La laguna de Llolleo está sufriendo de una constante degradación ecosistémica. Esto debido a colectores de aguas lluvias conectados al sector norte y noreste, los que además de las aguas lluvias le arroja; líquidos nocivos (grasa, aceite, combustibles, etc.) que accidentalmente caen de los vehículos que transitan por el lugar.
2. Continuamente la laguna Llolleo se ve amenazada, también, por los rellenos portuarios, rellenos de escombros y por el uso como vertedero que se le ha dado.[18]
3. Al estar al interior de una zona portuaria rodeada por sitios de tránsito, aparcadero de camiones, patios de contenedores y de rellenos tanto de escombros como de sedimentos, entre otros, el ecosistema se encuentra en un constante deterioro. Esto ha traído como consecuencia que las poblaciones de aves migratorias hayan disminuido; sin embargo, hay otras especies de aves que se han adaptado a estos cambios en el medio ambiente.
4. Desde 2012 ha aumentado el registro de caza ilegal de aves, con rifles de aire comprimido (pistón), lo cual, sigue afectando al ecosistema del humedal.
5. Hay registros de caza con hondas y, ocasionalmente, con armas de fuego, por lo que se ha implementado una labor de vigilancia entre el Centro de Rescate y Rehabilitación de Fauna Silvestre del Museo y el Grupo de Acción Ecológica del Museo de San Antonio, llevada a cabo con Inspectores Ad-Honorem de caza del SAG para evitar que se sigan realizando las cazas ilegales en el humedal.[19]
6. La vegetación que está a la ribera de la laguna Llolleo, al no tener ningún tipo de cercado, está en constante pisoteo de perros grandes y de personas que transitan por el lugar o que se acercan para el avistamiento de aves y de las diversas especies del humedal.[8]
7. El humedal puede destruirse si se lleva a cabo el proyecto de construcción del Puerto de Gran Escala (PGE) en San Antonio, que desarrollará EPSA (Empresa Portuaria de San Antonio). La construcción del PGE implica cementar los cuerpos de agua y el humedal en su conjunto, lo que ocasionará un gran daño al ecosistema que se encuentra en la laguna Llolleo, ya que —a modo sucinto— hay más de 180 especies de aves que habitan y se desarrollan en el humedal, más cientos de aves migratorias que lo usan como lugar de reposo.[20]

### Proyecto Puerto Exterior de San Antonio

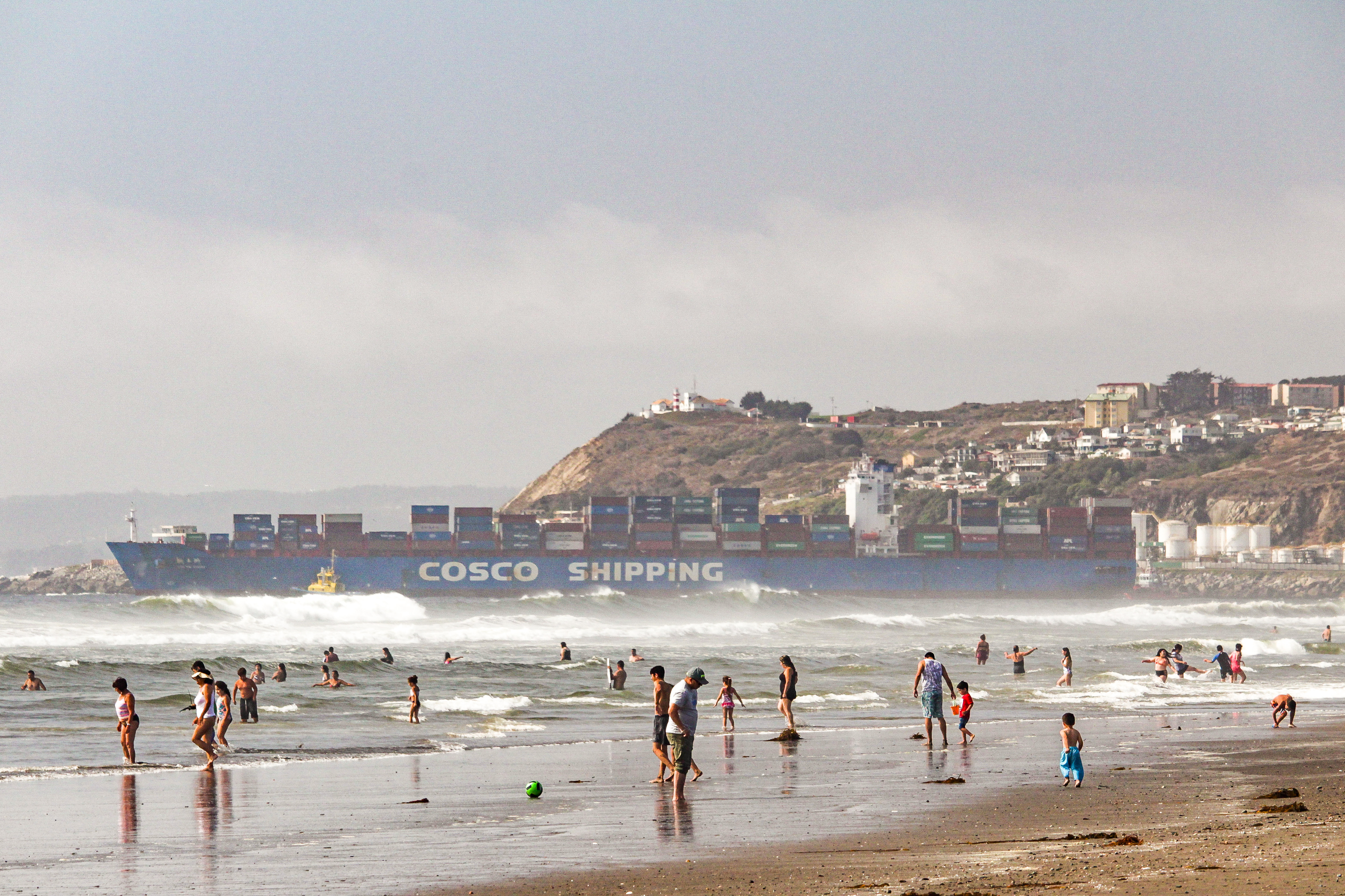
La comunidad de Llolleo y visitantes disfrutan continuamente de playa Llolleo. Si el proyecto PGE se lleva a cabo; ésta entre otras fuentes naturales quedarán completamente cementadas e inutilizables para la comunidad.

Conocido también como Megapuerto o Puerto de Gran Escala (PGE) de San Antonio, este proyecto tiene como finalidad el aumento en la capacidad de carga y transferencia, de la zona central del país. Su infraestructura incluye tecnología avanzada, para brindar un mejor servicio en los requerimientos de demanda (considerando que en los últimos años ha aumentado significativamente), con planes de acrecentar el comercio exterior en los próximos años y dinamizar el desarrollo económico. Este se defiende por la gran demanda que existe hasta la actualidad, destacando que si no se toman medidas de ampliación y mejoría de servicios; a la siguiente década el puerto: se verá superado.

#### Impactos
El proyecto altera significativamente el sistema natural de una serie morfológica local, que incluye terrazas marinas, terraza aluvial, el sistema estuarial del Río Maipo, playas y la laguna Llolleo. Impactando directamente el sistema ecosistémico, tanto de: los cuerpos de agua, la playa, el sector de dunas y el de vegas aledañas; dándole fin al hábitat de cientos de animales nativos y silvestres.
PGE altera no solo el ecosistema, sino que también, altera el desarrollo sociocultural de la comunidad, ya que la playa Llolleo que es un lugar de culto: al ser cementada para el proyecto: afecta directamente a las comunidades indígenas que desarrollan sus actividades culturales ahí, sin dejar fuera el desarrollo turístico y de recreación que se desarrolla hasta hoy —sobre todo— en periodo estival; que quedaría absolutamente imposibilitado.

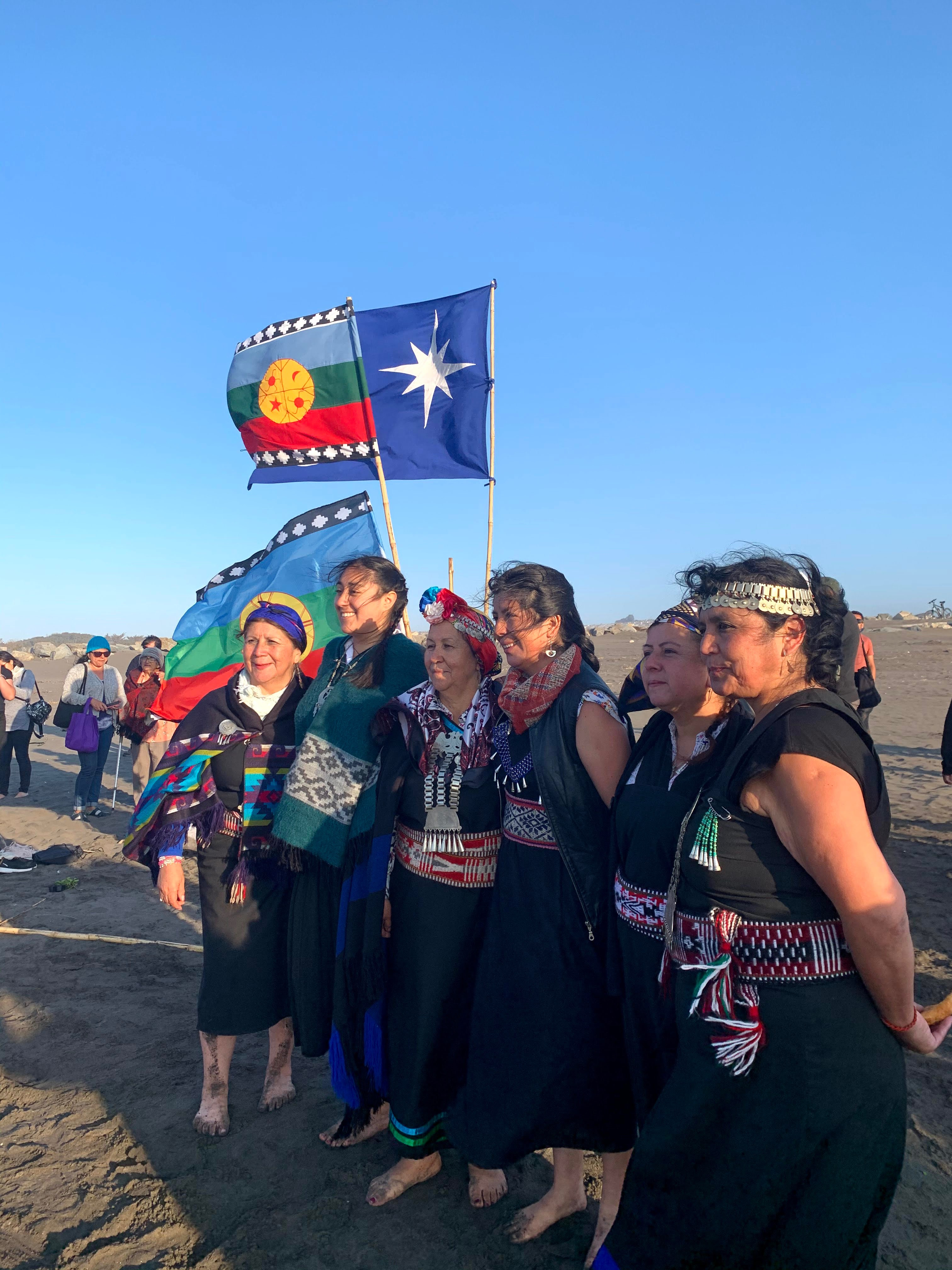
Cada Solsticio de verano e invierno, la comunidad indígena de Llolleo realiza su respectiva ceremonia en playa de Llolleo. Al continuar con el proyecto PGE desaparecería (cementado) su lugar de celebración del Wüño Trekamen Antu que quiere decir El caminar del regreso del Sol.

## Conservación
La principal amenaza que en el año 2020 esta en boga por su gran impacto medio ambiental, es la que pone en riesgo el sector de llolleo en general; alterando ecosistema y biota del: humedal y sus cuerpos de agua, de dunas y vegas aledañas y también de la playa llolleo. Playa muy utilizada por la comunidad indígena de llolleo y comunidades indígenas de San Antonio; para realizar sus ceremonias religiosas y rituales culturales. Actividades culturales que corresponden al seguimiento prehispánico del Complejo Cultural Llo Lleo que residía en distintos sistemas ecológicos, preferentemente situados en terrazas costeras y fluviales; como lo es la playa llolleo. 
Aquello es lo que motiva a las comunidades actuales del sector llolleo; a potenciar la valoración cultural que tiene el sector y a emprender medidas y llamados de participación ciudadana en búsqueda de promover la protección hacia la Laguna Llolleo. Protección necesaria y que en la actualidad está muy en boga, debido a que el proyecto PGE dentro de sus planes de construcción pretende cementar los cuerpos de agua del humedal, las dunas, vegas aledañas, y la playa misma; aun cuando está vigente la Ley N°21.202 Modifica diversos cuerpos legales con el objetivo de proteger los Humedales Urbanos.

## Ley de Humedales Urbanos
El 22 de enero de 2021, la Municipalidad de San Antonio presentó una solicitud a la SEREMI del Medio Ambiente para declarar el humedal Ojos de Mar como Humedal Urbano, conforme a la Ley 21.202. Sin embargo, tras revisar el expediente, el 24 de septiembre de 2021, el Ministerio del Medio Ambiente rechazó la solicitud, basándose en los argumentos de un experto consultado por la Empresa Portuaria de San Antonio (EPSA). Este experto indicó que el humedal se encontraba dentro de un bien inmueble propiedad de la empresa declarado como recinto portuario en los instrumentos de planificación territorial y, de acuerdo con la Ley 19.542, dichos bienes no pueden ser enajenados ni gravados. Por lo tanto, el municipio no tendría la competencia para solicitar una declaratoria que implicara un cambio en la gestión del inmueble.

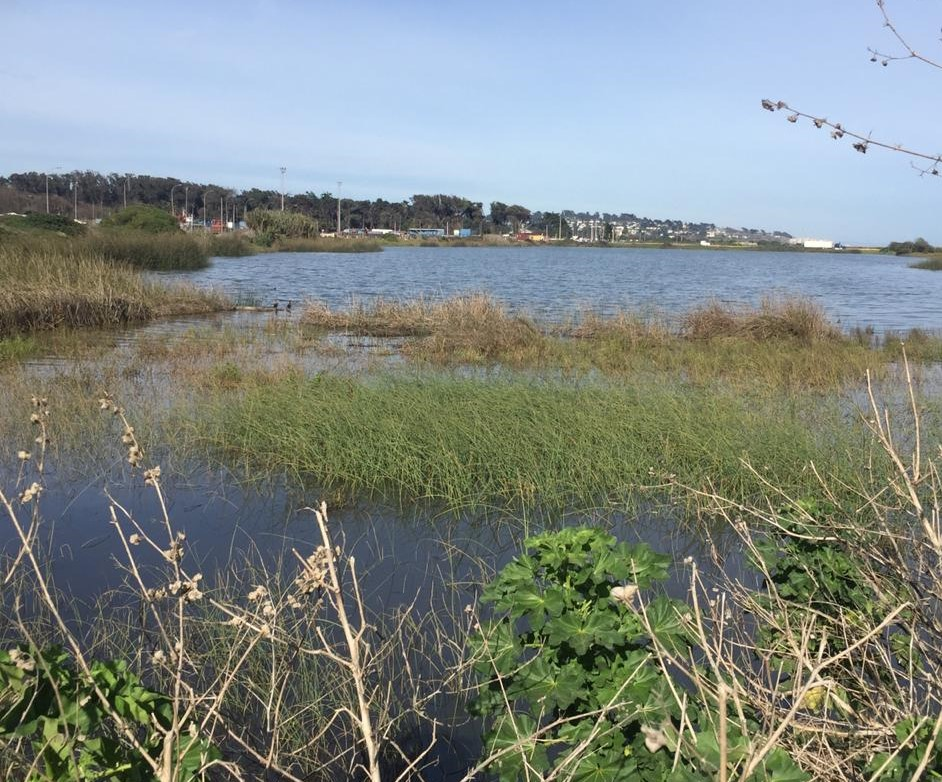
Humedal Urbano Laguna Llolleo, conocido popularmente como Ojos de Mar de Llolleo, entra en las características de humedales urbanos en Chile, por tanto le corresponde la cobertura estimada en Ley N°21.202 sobre la protección de Humedales Urbanos.

Tras el rechazo de la solicitud para declarar el humedal Ojos de Mar como Humedal Urbano, en noviembre de 2021 un grupo de vecinos de San Antonio presentó una reclamación ante el Segundo Tribunal Ambiental, seguida por la Municipalidad de San Antonio pocos días después. En diciembre de ese año, la Empresa Portuaria de San Antonio fue integrada al proceso debido a su rol como propietaria del terreno en disputa. En julio de 2022, las partes decidieron suspender las audiencias para iniciar un proceso de conciliación, el cual incluyó una serie de reuniones bilaterales, audiencias y una visita en terreno. Este proceso finalizó en noviembre de 2023 con un acuerdo, lo que marcó un hito en la justicia ambiental del país, siendo la primera vez que se aprobaba una conciliación en este tipo de casos. El acuerdo incluyó el reconocimiento del humedal, la creación de un comité de gestión, y el compromiso de la Empresa Portuaria para financiar estudios y apoyar acciones de conservación y manejo del ecosistema. Además, el Ministerio del Medio Ambiente revocó la resolución inicial y programó un nuevo análisis técnico para el reconocimiento del humedal Ojos de Mar como Humedal Urbano.
Finalmente, el 26 de abril de 2024 el Humedal Ojos de Mar es declarado Humedal Urbano por parte del Ministerio del Medio Ambiente, protegiendo una superficie aproximada de 18,38 hectáreas. 